# 타이오

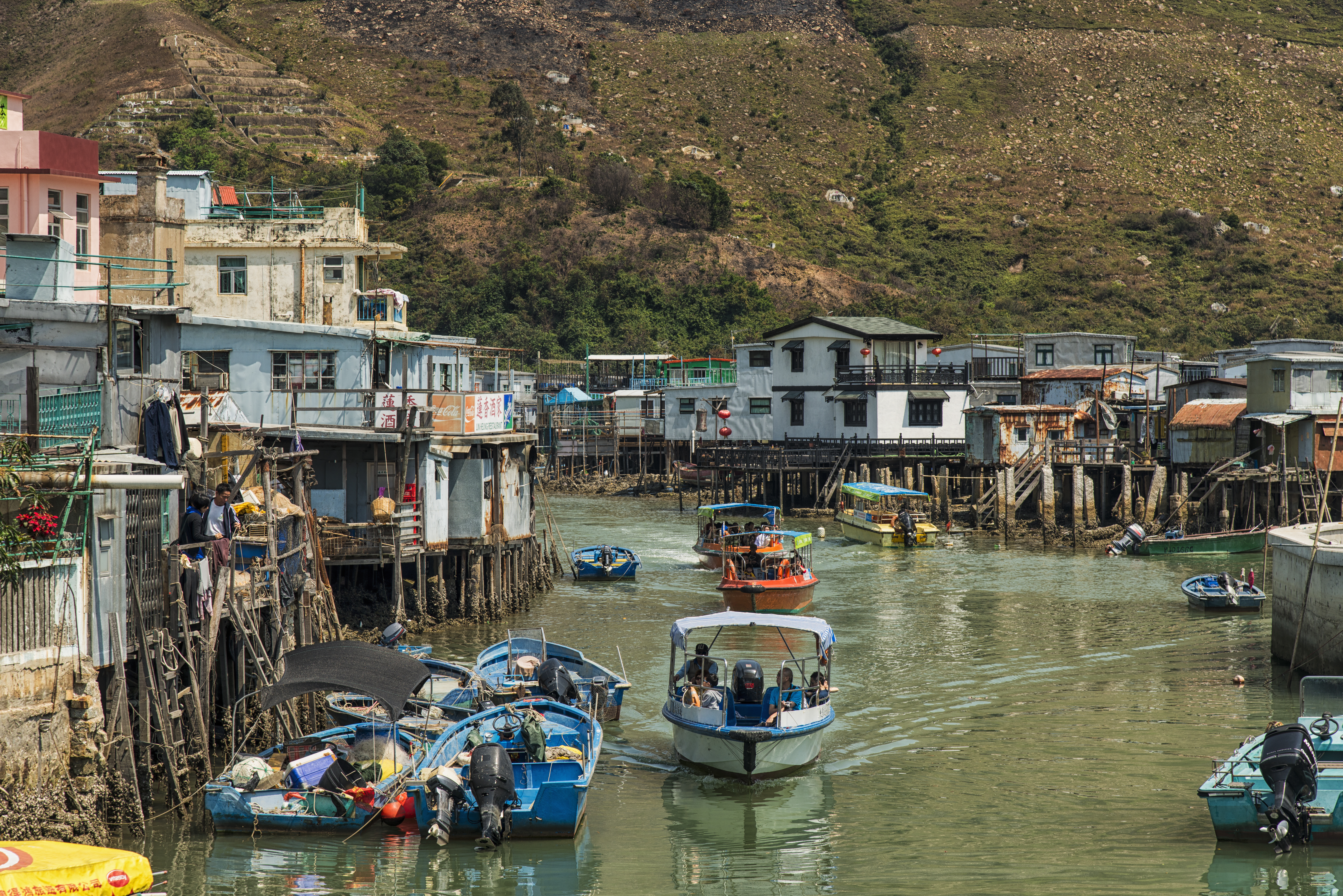

타이오(중국어: 大澳, 광둥어 예일: Daaih'Ou)는 홍콩 란타우섬 서쪽에 있는 같은 이름의 섬에 부분적으로 위치한 어촌 마을이다. 이 마을 이름은 큰 입구를 의미하며 수로(타이오 개울과 타이오 강)가 타이오를 통과하면서 합류하는 출구를 의미한다.

## 지리
란타우섬의 남서쪽 부분에서는 타이오강이 북쪽(타이오강)과 서쪽으로 갈라지고 이 분기점에 타이오라고 불리는 섬이 있다. 두 개의 보행자 다리가 북쪽과 서쪽 분기점에서 강을 건너고 있다. 마을은 대부분 강둑에 위치해 있다. 남중국해에 면한 섬의 서부와 북부는 사람이 살지 않는다.